# Ceroplastes leonardianus
Ceroplastes leonardianus är en insektsart som beskrevs av Lizer y Trelles 1939. Ceroplastes leonardianus ingår i släktet Ceroplastes och familjen skålsköldlöss. Inga underarter finns listade i Catalogue of Life.